# Kazirandwi
Kazirandwi är ett vattendrag i Burundi.   Det ligger i provinsen Ngozi, i den norra delen av landet, 70 kilometer nordost om huvudstaden Bujumbura.
Omgivningarna runt Kazirandwi är en mosaik av jordbruksmark och naturlig växtlighet. Runt Kazirandwi är det tätbefolkat, med 266 invånare per kvadratkilometer.